# Попов, Владимир Иванович (министр)
Владимир Иванович Попов (27 декабря 1931, с. Патровка, Алексеевский район, Средневолжский край, РСФСР — 12 декабря 2016, Москва, Российская Федерация) — советский партийный и государственный деятель, министр жилищно-коммунального хозяйства РСФСР (1985—1990).

## Биография
Родился в крестьянской семье. Отец погиб на фронте в годы Великой Отечественной войны. После окончания школы год отработал в совхозе «Прогресс».
В 1954 г. с отличием окончил Индустриальный институт им. В. В. Куйбышева по специальности инженер-технолог. Получил распределение на Ярославский электромашиностроительный завод: настройщик штампов, мастер, инженер-технолог. С 1964 г. проходил обучение в заочной аспирантуре инженерно-экономического института им. С. Орджоникидзе.
В 1955—1962 гг. на комсомольской работе: секретарь, первый секретарь Ярославского городского комитета, в 1959—1962 гг. — первый секретарь Ярославского областного комитета ВЛКСМ.
С января 1962 по 1972 г. заместитель заведующего производственно-транспортным отделом Ярославского областного комитета КПСС; второй, первый секретарь Ленинского районного комитета КПСС в Ярославле.
- 1972—1974 гг. — инструктор отдела организационно-партийной работы ЦК КПСС,
- 1974—1979 гг. — второй секретарь Ярославского областного комитета КПСС,
- 1979—1985 гг. — председатель Ярославского облисполкома. В этот период область признавалась лучшей в СССР по промышленности (126 изделий выпускалось со «Знаком качества»), народному образованию и бытовому обслуживанию населения, ежегодно вводилось в эксплуатацию по 120—220 км автодорог.

В 1985—1990 гг. — министр жилищно-коммунального хозяйства РСФСР.

## Награды и звания
Награжден тремя орденами Трудового Красного Знамени, орденом «Знак Почёта», медалями.
Почётный гражданин Ярославской области (1985).